# Мері Бідвел
Мері Електа Нобл Бідвел (англ. Mary Electa Noble Bidwell; 19 травня 1881 року, Вотертаун, Лічфілд, Коннектикут, США — 25 квітня 1996 року, Гамден, Коннектикут, США — американська супердовгожителька, найстаріша цілком верифікована людина в історії штату Коннектикут (114 років і 342 дні).

## Життєпис
Мері Електа Нобл Бідвел народилася 19 травня 1881 року в американському місті Вотертаун (Коннектикут) в сім'ї Еліс Біч Нобл Бідвел та Чарльза Вудрафа. Вона була однією з нащадків Джона Бідвела, засновника міста Гартфорд, Коннектикут. Бідвел працювала вчителькою в школі протягом 6 років. В 1906 році 25-річна Бідвел взяла шлюб зі своїм двоюрідним братом Чарльзом Габбелом Бідвелом. Народила сина Чарльза Бредфорда (помер у 1945 році). Чоловік помер в 1975 році.
Бідвел жила у власному будинку в Норд Гейвені, Нью-Гейвен, Коннектикут, США до 110 років. Потім вона переїхала в будинок для літніх людей в Гамден, Нью-Гейвен, Коннектикут, де і померла 25 квітня 1996 року у віці 114 років і 342 днів. Сама Мері Бідвел стверджувала, що народилася 9 травня 1881 року, що нещодавно було підтверджено деякими фактами. Станом на серпень 2018 року входила в топ-100 найстаріших повністю верифікованих людей в історії (114 років і 342 дні, 50-те місце).